# Stenomacrus longipes
Stenomacrus longipes là một loài tò vò trong họ Ichneumonidae.